# Шварцах
Шварцах (нім. Schwarzach) — містечко та громада округу Брегенц у землі Форарльберг, Австрія. Шварцах лежить на висоті 433 м над рівнем моря і займає площу 4,91 км². Громада налічує 3746 мешканців. Густота населення 763/км².  
Громада лежить у районі, який носить назву Брегенцький ліс (нім. Bregenzerwald). Неподалік розкинулося Боденське озеро. Населення Форальбергу розмовляє алеманським діалектом німецької мови, а тому ближче до швейцарців, ніж до населення більшої частини Австрії, яке розмовляє баварсько-австрійським діалектом. Основною індустрією Форальбергу є спортивний туризм, і кожен населений пункт має розвинуту інфраструктуру: транспорт, готелі тощо. 
|                                  |
| Шварцах на мапі округу та землі. |

Адреса управління громади: Am Dorfplatz 2, 6858 Schwarzach (Vorarlberg).

## Демографія
Історична динаміка населення міста за даними сайту Statistik Austria